# Zorzines kawabei
Zorzines kawabei là một loài bướm đêm trong họ Noctuidae.